# 儀礼的無関心
儀礼的無関心（ぎれいてきむかんしん,civil inattention）とは、同じ社会的状況に単に居合わせているだけの人々の間で行われる礼儀正しい振る舞い方の1つ。

## 概要
「焦点の定まった相互作用」を持たない者同士がある場所に単に居合わせる場合、人は、相手をあからさまにじろじろ見たり、「憎しみの凝視」を投げかけたり、まるでそこに人間が居ないかのように、石ころであるかのように無視することがある。しかし、これは無礼な振る舞いであり、また、凝視の対象になることは、人にとって大変な苦しみである。
「焦点の定まった相互作用」を持たない者同士が単に居合わせる場合に人々がどのように振る舞うかは、社会階級や民族、年齢など、その者が持つ文化や、時代によって異なっている。
1950年代から1960年代のアメリカのミドル・クラス社会の礼儀作法に適った振る舞いは、そのような場合、「相手をちらっと見ることは見るが、その時の表情は相手の存在を認識したことを（そして認識したことをはっきりと認めたことを）表す程度にとどめる」「そして、次の瞬間にすぐに視線をそらし、相手に対して特別の好奇心や特別の意図がないことを示す」ように振る舞うことである。このような振る舞い方を、資料収集と参与観察によって研究を進めたアメリカの社会学者アーヴィング・ゴッフマンは、「儀礼的無関心」と呼んだ。
儀礼的無関心違反の一番わかりやすい例は、「相手が自分を見ていないのをよいことに相手を観察していると、とつぜん相手の視線が自分に向けられ、自分が無礼にも相手を見ていたことがわかってしまう時」である。
もともとは物理的な公共空間でのマナーについての概念であるが、Webサイト間の無断リンクの是非の論争の一環として、インターネット上でも儀礼的無関心が求められるべきではないのかということが議論されることがある。これに付随して、批評家・社会学者の濱野智史はインターネット上のWebサービスのアーキテクチャに儀礼的無関心と関連したデザインのものがあることを指摘しており、例えば電子掲示板2ちゃんねるでの直接リンクを回避するシステムが儀礼的無関心を支援するものになっていたり、SNSのひとつであるmixiにおける「足あと」機能（訪問履歴が強制的に記録される機能で、現在は廃止されている）は「儀礼的無関心」を「強制的関心」に変換する（形跡を残さずに閲覧だけすることを許さない）ものになっているといえる。
このほか、社会学者の北田暁大は、学術論文で他者の研究成果を引用する場合に関して儀礼的無関心ならぬ「儀礼的関心」といった態度がみられることを論じている。